# هيو ك. أندرسون
هيو ك. أندرسون (بالإنجليزية: Hugh C. Anderson)‏ هو محامي وشخصية أعمال وسياسي أمريكي، ولد في 2 فبراير 1851 في مقاطعة منيري في الولايات المتحدة، وتوفي في 1 مارس 1915 في ناشفيل في الولايات المتحدة. انتخب عضو مجلس نواب تينيسي.